# Correio
Correio és un setmanari luxemburguès en portuguès. És publicat per Editpress.